# Lê Văn Hải
Lê Văn Hải là một tướng lĩnh của lực lượng Công an nhân dân Việt Nam với quân hàm Thiếu tướng. Ông nguyên Cục trưởng Cục Hậu cần, Bộ Công an Việt Nam.

## Tiểu sử
Tháng 8 năm 2015, Lê Văn Hải là Đại tá công an, Phó Cục trưởng Cục Kho vận (H52) thuộc Tổng cục Hậu cần - Kỹ thuật, Bộ Công an Việt Nam.
Tháng 2 năm 2016, Lê Văn Hải là Đại tá, Cục trưởng Cục Quản trị thuộc Tổng cục Hậu cần - Kỹ thuật, Bộ Công an Việt Nam.
Tháng 5 năm 2019, Lê Văn Hải là Đại tá, Cục trưởng Cục Hậu cần, Bộ Công an Việt Nam.
Tháng 8 năm 2019, Lê Văn Hải là Thiếu tướng Công an nhân dân Việt Nam, Cục trưởng Cục Hậu cần, Bộ Công an Việt Nam.

## Lịch sử thụ phong quân hàm
| Năm thụ phong | –      | 2019        |
| ------------- | ------ | ----------- |
| Quân hàm      |        |             |
| Cấp bậc       | Đại tá | Thiếu tướng |